# Murchin
Murchin er en by og en kommune i det nordøstlige Tyskland, beliggende i Amt Züssow i den nordlige del af Landkreis Vorpommern-Greifswald. Landkreis Vorpommern-Greifswald ligger i delstaten Mecklenburg-Vorpommern.

## Geografi
Kommunen Murchin er beliggende omkring syv kilometer nordøst for Anklam og omkring 10 kilometer vest for øen Usedom. Bundesstraße B 110 går gennem kommunen. Floden Peene munder ved den sydøstlige kommunegrænse ud i Peenestrom. Den sydlige del af kommunen er for en stor del skovdækket. Her ligger skovene Libnower Wald, Pinnower Forst og Murchiner Wald. Området ned mod Peene er meget sumpet, og her ligger Naturschutzgebiet Unteres Peenetal (Peenetalmoor). I kommunen er der flere søer, blandt andre Pinnower See og Küchensee.
Ud over Murchin, ligger disse landsbyer i kommunen:
- Lentschow
- Libnow
- Pinnow
- Relzow

### Nabokommuner
Nabokommuner er Rubkow mod nord. Byen Lassan ligger mod nordøst, Buggenhagen mod øst, byen Usedom mod sydøst, Bargischow og byen Anklam mod syd, Ziethen mod vest og Klein Bünzow mod nordvest.

## Eksterne kilder og henvisninger
- Wikimedia Commons har flere filer relateret til Murchin

- Kommunens side  på amtets websted